# Espace naturel des Guilleries-Savassona
L'Espace naturel des Guilleries-Savassona est un espace naturel protégé situé dans la comarque d'Osona (province de Barcelone), en Catalogne ,.
Cette aire protégée est une Zone spéciale de conservation (ZSC) et une Zone de protection spéciale (ZPS) du réseau Natura 2000 définie par la Convention de Ramsar visant la conservation des types d'habitats et des espèces animales et végétales.

## Description

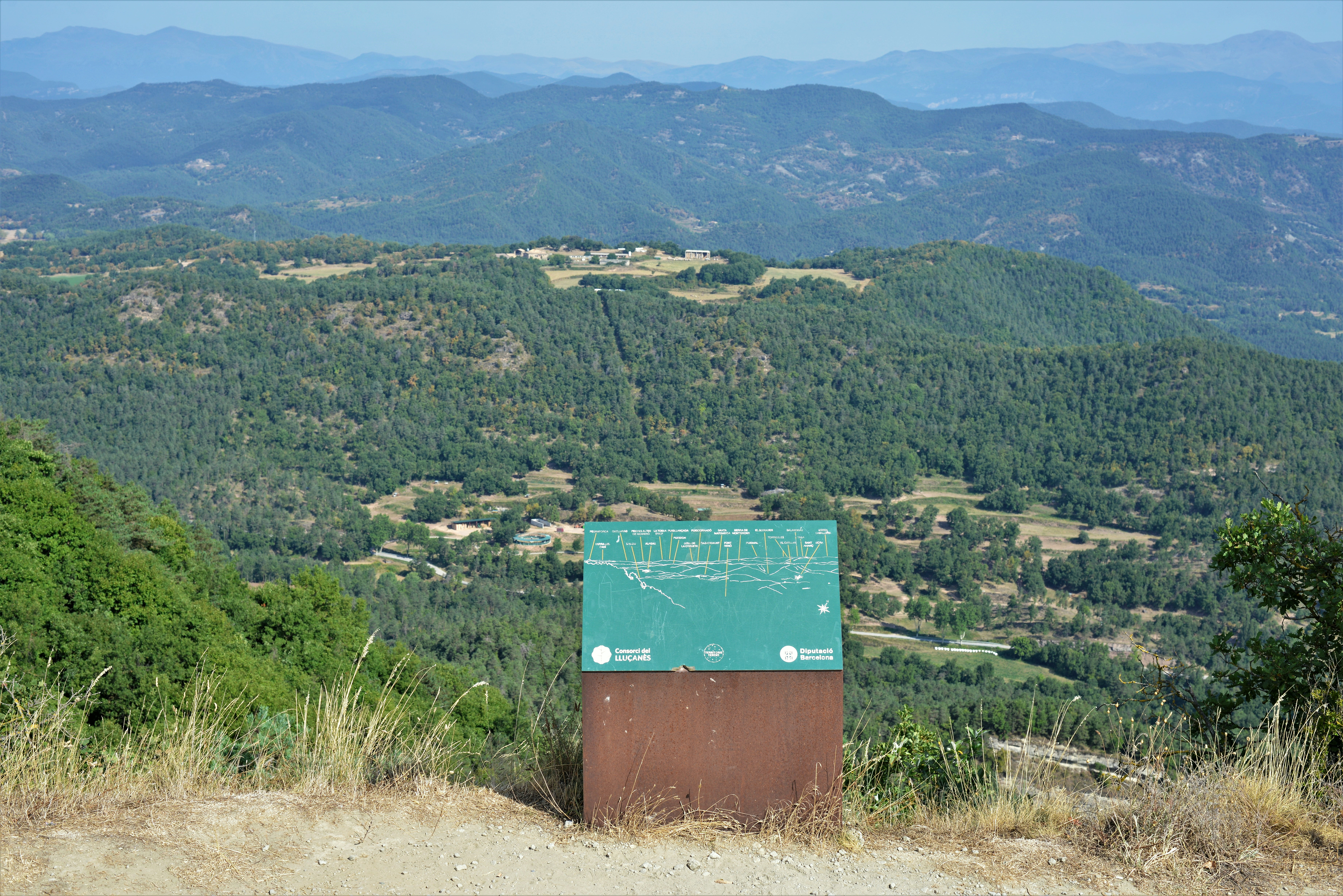
Mirador d'Els Munts

L'espace naturel comprend une partie du massif des Guilleries (dans la Cordillère prélittorale catalane), la partie sud du massif de Collsacabra (es) et les monts Savassona (Cordillère transversale catalane). Le point culminant de la région est le Turó de Faig Verd (ca), à 1 187 m, à Vilanova de Sau. À une altitude inférieure, se distinguent les belvédères naturels d'Els Munts (en) et du Puig del Far (ca) à Tavèrnoles, ainsi que celui de Sant Llorenç del Munt (ca) à Sant Julià de Vilatorta, le tout avec une altitude de plus de 800 m.

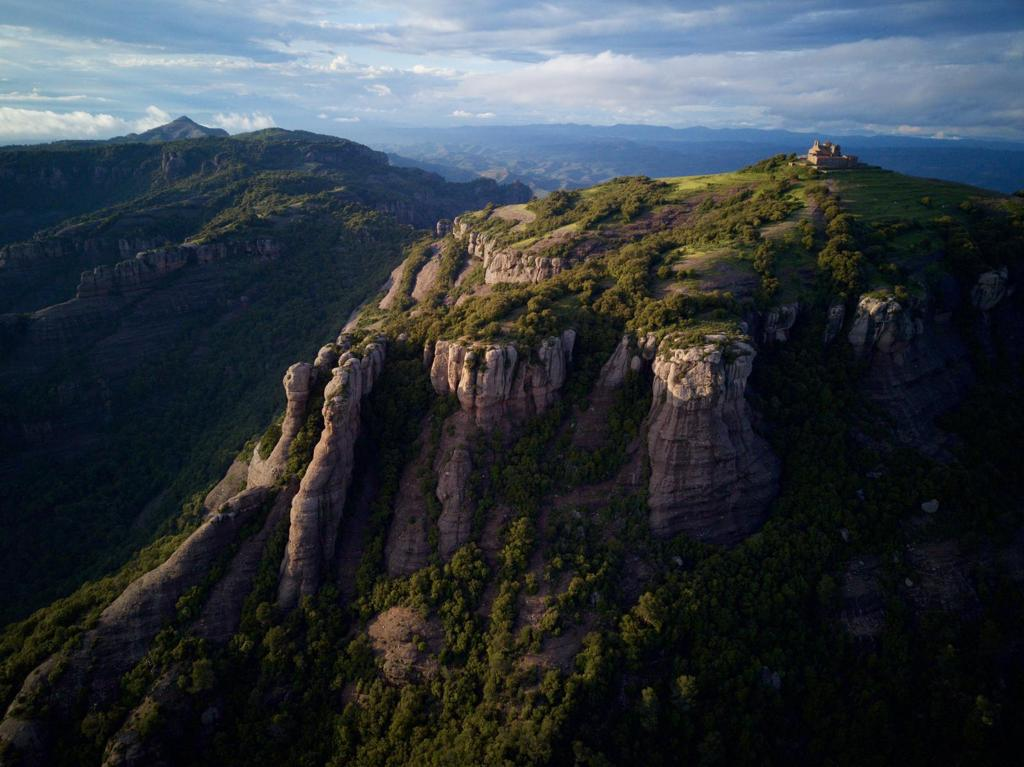
Sant Llorenç del Munt

Ce territoire est le résultat de l'évolution des conditions naturelles et de leur humanisation, réalisée par l'utilisation continue du territoire et son exploitation. Elle présente un intérêt particulier pour ses valeurs naturelles, ses ressources économiques et son patrimoine bâti.
Les formations montagneuses sont principalement couvertes de forêts, avec diverses combinaisons de forêts de chênes et de pins. Dans les zones moins inclinées, la forêt alterne avec des prairies et des cultures. Le paysage en roche nue et le lac-réservoir de Sau, avec sa zone d'influence méditerranéenne, rendent le paysage unique.

## Flore
Deux zones forestières peuvent être différenciées : les forêts de Guilleries, denses et humides à prédominance de chênes ; et les forêts de Savassona, plus arides, avec des sous-bois moins peuplés et une dominance de chêne vert et de pin. 
Dans les zones particulièrement ombragées et humides, des frênes et des hêtres sont installés. Il convient de noter qu'au fond des vallées, avec des torrents et des cours d'eau permanents, se trouvent des forêts galeries comme avec du saule, de l'aulne noir et de l'orme. L'exploitation forestière constitue une ressource économique importante dans la région.

## Faune
Les oiseaux forestiers constituent l'un des principaux patrimoines de la région, avec des espèces remarquables comme l'épervier d'Europe (Accipiter nisus) et le circaète Jean-le-Blanc (Circaetus gallicus) qui nichent dans la région, originaires d'Afrique. Les petits mammifères ne manquent pas non plus comme le lérot (Eliomys quercinus) ou l'écureuil roux (Sciurus vulgaris) et les espèces plus communes comme le renard roux (Vulpes vulpes), la genette (Genetta)  et le sanglier (Sus scrofa).
On y trouve également de nombreuses espèces d'oiseaux comme le rossignol philomèle, le grimpereau des jardins, la mésange charbonnière, la sittelle torchepot, le coucou gris et la chouette hulotte. 
Les reptiles caractéristiques de ces milieux boisés sont le lézard vert (Lacerta bilineata) et la couleuvre d'Esculape (Zamenis longissimus). D'autres espèces caractéristiques de cette forêt sont le hérisson commun (Erinaceus europaeus), la campagnol des bois (Myodes glareolus) , le campagnol agreste (Microtus agrestis) et le loir gris (Glis glis).

## Occupation humaine
Le Pla de Savassona, au cœur de la zone naturelle, abrite un intéressant site archéologique qui comprend diverses roches avec des gravures et des vestiges néolithiques, de l'âge du fer, ibériques et médiévaux. Celle dite de la Pedra de l'Home ou Pedra del Nen présente un pétroglyphe anthropomorphe, tandis que la Pedra de les Bruixes présente des gravures en forme de fer à cheval et de croix. Sous la Pedra del Sacrifici, l'une des plus grandes du site, deux tombes ont été découvertes.

## Galerie

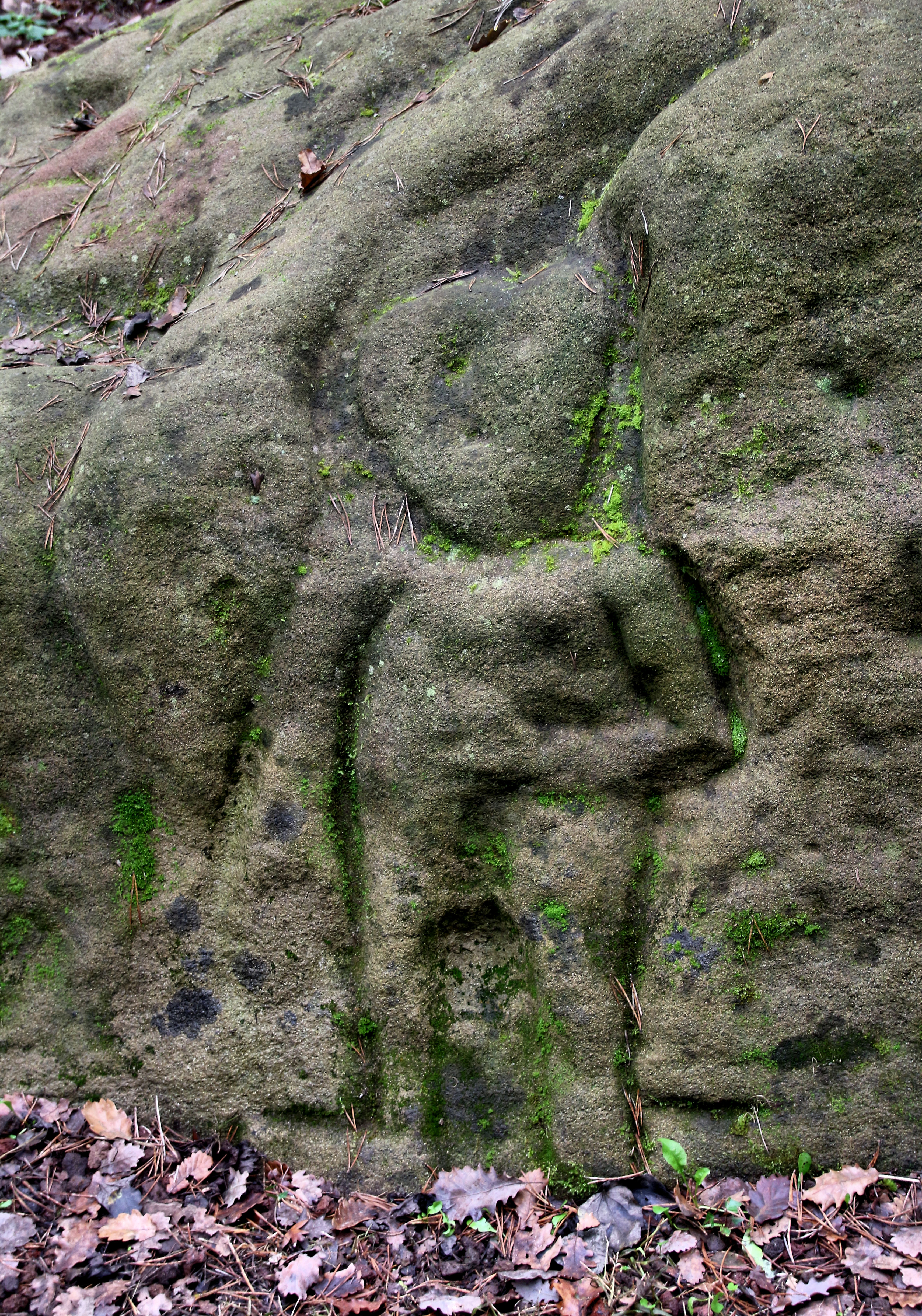
Pedra del Nen
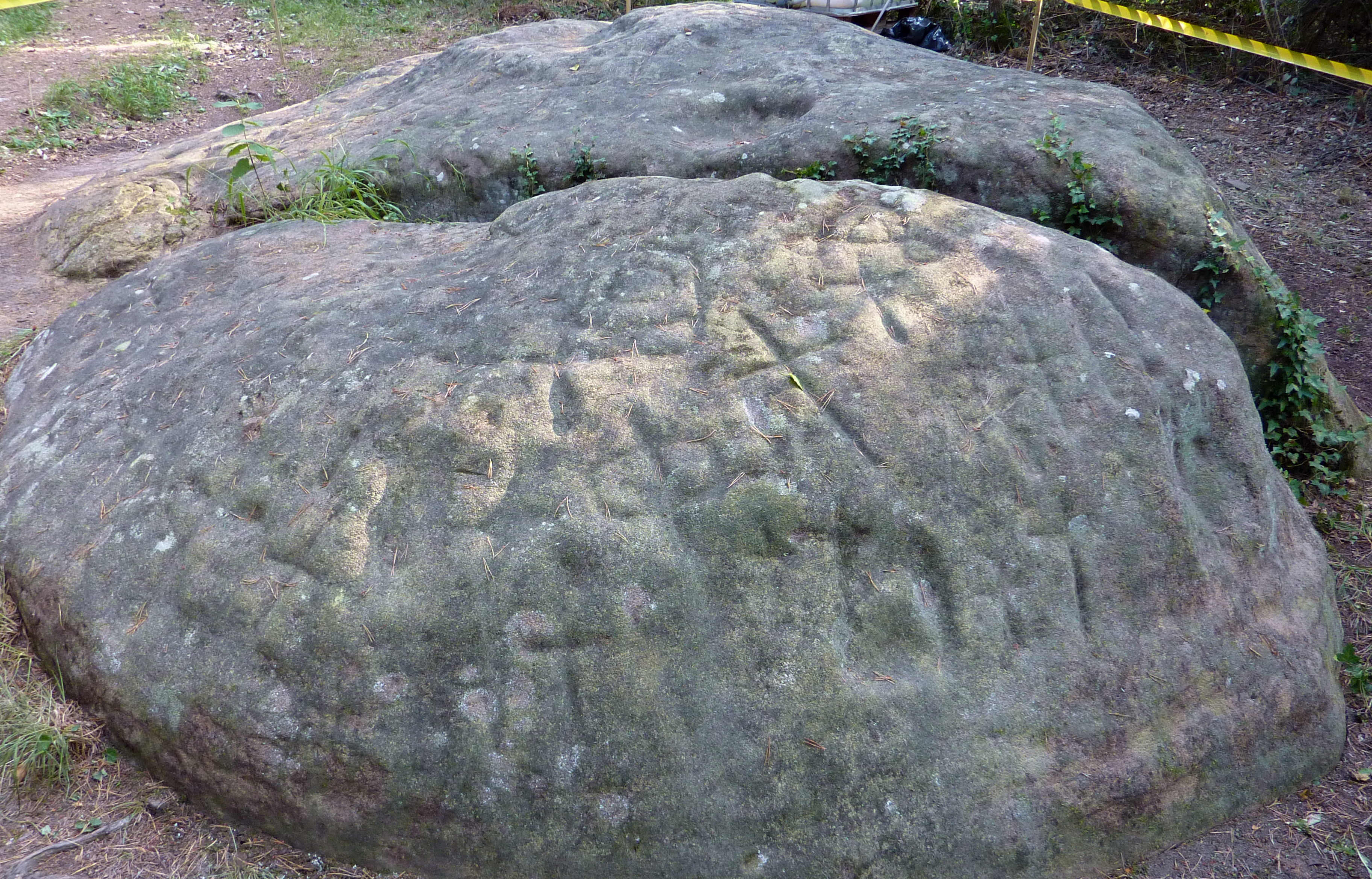
Pedra de les Bruixes
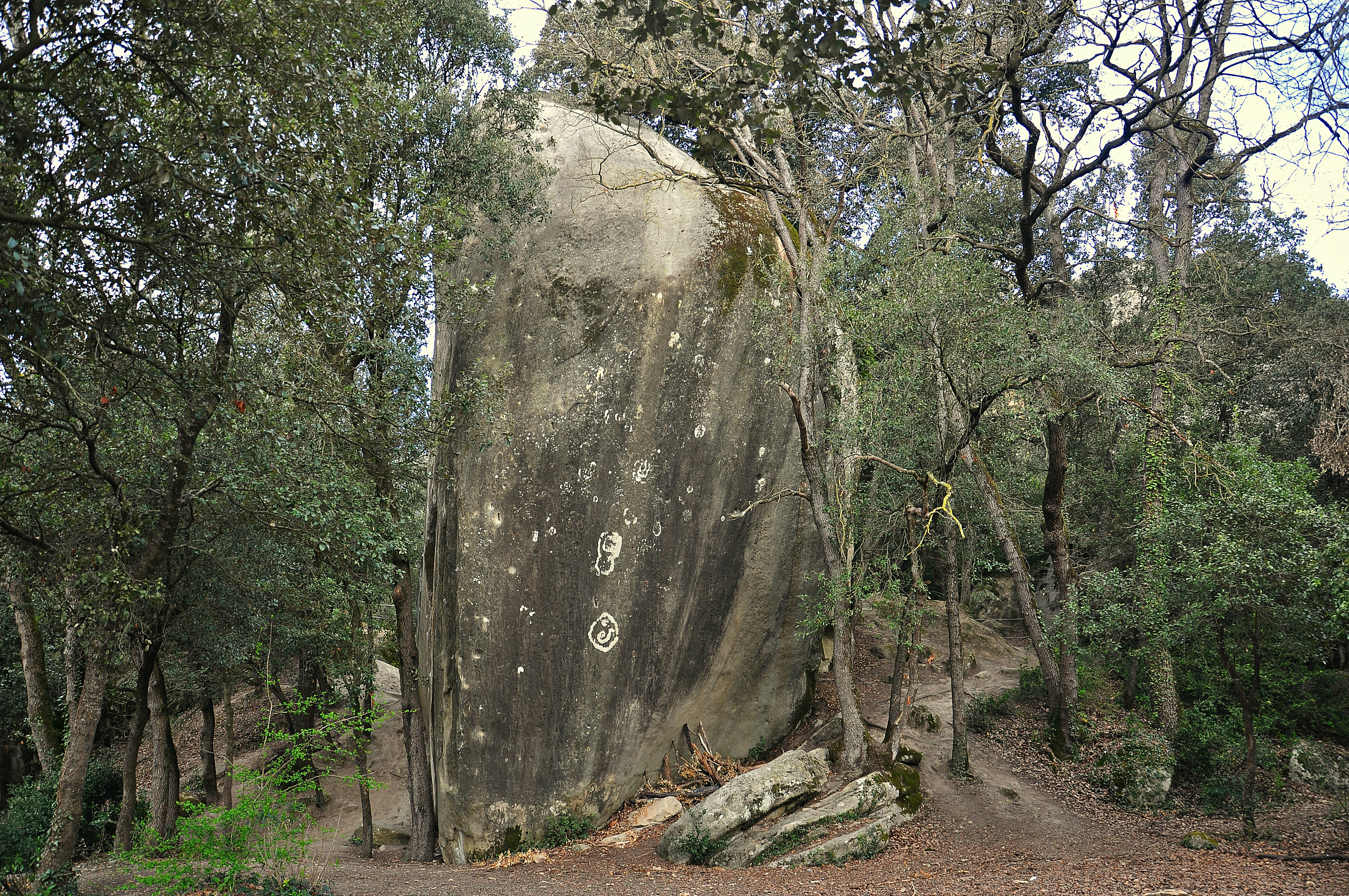
Pedra del Sacrifici